# Tour de l'Horloge (Pernes-les-Fontaines)
Pour les articles homonymes, voir Tour de l'Horloge.
La Tour de l'Horloge est un édifice situé à Pernes-les-Fontaines, en Vaucluse.

## Histoire
La tour est inscrit au titre des monuments historiques le 29 septembre 1928. Cette tour correspond au Donjon du château qui s'éleva sur le mamelon, édifié par les Comtes de Toulouse.

## Description
Située sur une hauteur du village de Pernes-les-Fontaines, surmontée d'un campanile supportant une cloche. De base rectangulaire, 9,50 m sur 7.50 m. 